# Pallavolo ai II Goodwill Games - Torneo femminile
Il II campionato di pallavolo femminile ai Goodwill Games si è svolto dal 21 al 27 luglio 1990 a Seattle, negli Stati Uniti d'America. Al torneo hanno partecipato 8 squadre nazionali e la vittoria finale è andata per la seconda volta consecutiva all'Unione Sovietica.

## Squadre partecipanti
- Brasile
- Canada
- Cina
- Cuba
- Giappone
- Perù
- Stati Uniti
- Unione Sovietica

## Gironi
| Girone A                | Girone B                                    |
| ----------------------- | ------------------------------------------- |
| Cina Cuba Giappone Perù | Brasile Canada Stati Uniti Unione Sovietica |

## Fase finale

### Finali 1º e 3º posto
|  | Semifinali       | Semifinali       | Semifinali |      |                  | Finale 1º/2º posto | Finale 1º/2º posto | Finale 1º/2º posto |  |
|  |                  |                  |            |      |                  |                    |                    |                    |  |
|  | Unione Sovietica | Unione Sovietica | 3          |      |                  |                    |                    |                    |  |
|  | Unione Sovietica | Unione Sovietica | 3          |      |                  |                    |                    |                    |  |
|  | Perù             | Perù             | 1          |      |                  |                    |                    |                    |  |
|  | Perù             | Perù             | 1          |      | Unione Sovietica | Unione Sovietica   | 3                  |                    |  |
|  |                  |                  |            |      | Unione Sovietica | Unione Sovietica   | 3                  |                    |  |
|  |                  |                  | Cina       | Cina | 1                |                    |                    |                    |  |
|  | Cina             | Cina             | Cina       | Cina | 1                | 3                  |                    |                    |  |
|  | Cina             | Cina             |            |      |                  | 3                  |                    |                    |  |
|  | Brasile          | Brasile          | 0          |      |                  | Finale 3º/4º posto | Finale 3º/4º posto | Finale 3º/4º posto |  |
|  | Brasile          | Brasile          | 0          |      |                  |                    |                    |                    |  |
|  |                  |                  |            |      |                  |                    |                    |                    |  |
|  |                  |                  |            |      |                  | Brasile            | Brasile            | 3                  |  |
|  |                  |                  |            |      |                  | Brasile            | Brasile            | 3                  |  |
|  |                  |                  |            |      |                  | Perù               | Perù               | 2                  |  |

### Finali 5º e 7º posto
|  | Semifinali  | Semifinali  | Semifinali |          |             | Finale 5º/6º posto | Finale 5º/6º posto | Finale 5º/6º posto |  |
|  |             |             |            |          |             |                    |                    |                    |  |
|  | Stati Uniti | Stati Uniti | 3          |          |             |                    |                    |                    |  |
|  | Stati Uniti | Stati Uniti | 3          |          |             |                    |                    |                    |  |
|  | Cuba        | Cuba        | 0          |          |             |                    |                    |                    |  |
|  | Cuba        | Cuba        | 0          |          | Stati Uniti | Stati Uniti        | 3                  |                    |  |
|  |             |             |            |          | Stati Uniti | Stati Uniti        | 3                  |                    |  |
|  |             |             | Giappone   | Giappone | 1           |                    |                    |                    |  |
|  | Giappone    | Giappone    | Giappone   | Giappone | 1           | 3                  |                    |                    |  |
|  | Giappone    | Giappone    |            |          |             | 3                  |                    |                    |  |
|  | Canada      | Canada      | 0          |          |             | Finale 7º/8º posto | Finale 7º/8º posto | Finale 7º/8º posto |  |
|  | Canada      | Canada      | 0          |          |             |                    |                    |                    |  |
|  |             |             |            |          |             |                    |                    |                    |  |
|  |             |             |            |          |             | Canada             | Canada             | 3                  |  |
|  |             |             |            |          |             | Canada             | Canada             | 3                  |  |
|  |             |             |            |          |             | Cuba               | Cuba               | 0                  |  |

## Classifica finale
| Classifica | Squadre          |
| ---------- | ---------------- |
|            | Unione Sovietica |
|            | Cina             |
|            | Brasile          |
| 4          | Perù             |
| 5          | Stati Uniti      |
| 6          | Giappone         |
| 7          | Canada           |
| 8          | Cuba             |